# Gerhardus Anselmus van Kleef
Gerhardus Anselmus van Kleef (* 19. Juli 1922 in Meßkirch; † 26. September 1995 in Huis ter Heide) war von 1967 bis 1987 der 15. alt-katholische Bischof von Haarlem.

## Leben
Geboren wurde er als Sohn des angesehenen altkatholischen Theologen Bastiaan Abraham van Kleef und dessen Frau Maria Catharina Hendrika geborene Spit in Meßkirch, wo sein Vater seit 1919 wirkte. Nach seiner theologischen Ausbildung empfing er am 13. Januar 1946 in der Kathedrale St. Gertrudis zu Utrecht die Priesterweihe. In den Jahren 1951 bis 1953 wirkte er als Seelsorger in Schoonhoven, von 1953 bis 1967 war er an der Paradijskerk in Rotterdam als Pfarrer tätig.
Am 5. September 1967 wurde er zum Bischof von Haarlem gewählt und empfing am 28. Oktober 1967 in Egmond aan Zee die Bischofsweihe. Dabei war mit Theodorus Henricus Johannes Zwartkruis zum ersten Male offiziell ein römisch-katholischer Bischof bei einer altkatholischen Bischofsweihe anwesend. Von 1981 bis 1987 versah er daneben das Pfarramt in Enkhuizen (Hl. Gummarus)
Im Jahr 1987 trat er von seinem Bischofsamt zurück.